# Hovdebukta
Die Hovdebukta (norwegisch für Hügelbucht) ist eine Nebenbucht der Lützow-Holm-Bucht an der Prinz-Harald-Küste des ostantarktischen Königin-Maud-Lands. Sie liegt an der Ostseite dieser Bucht.
Norwegische Kartografen kartierten sie anhand geodätischer Vermessungen und mittels Luftaufnahmen der Lars-Christensen-Expedition 1936/37. Ihr Name leitet sich von der unmittelbar nördlich gelegenen Hügelgruppe Langhovde (norwegisch für Lange Anhöhe) ab.